# 컨트리 음악 명예의 전당 박물관

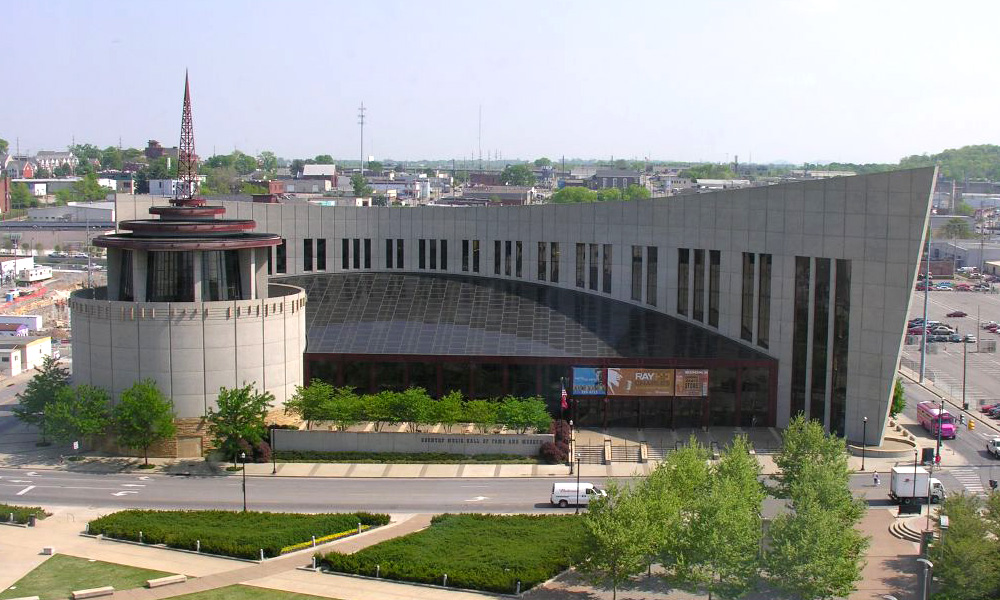
컨트리 음악 명예의 전당 박물관

컨트리 음악 명예의 전당 박물관(Country Music Hall of Fame and Museum)은 미국 테네시주 내슈빌 5번로 남쪽 222에 위치한 명예의 전당이자 박물관이다. 컨트리 음악의 역사, 정보를 제공하는 것을 목적으로 한다. 박물관은 매일 오전 9시부터 오후 5시까지 개방한다.